# Ultratrella gracilis
Ultratrella gracilis är en insektsart som beskrevs av Andrej Vasiljevitj Gorochov 2004. Ultratrella gracilis ingår i släktet Ultratrella och familjen syrsor. Inga underarter finns listade i Catalogue of Life.